# Революционная коммунистическая лига (Бельгия)

Логотип организации для Валлонии (Революционная коммунистическая лига)

Логотип организации для Фландрии (Социалистическая рабочая партия)

Революционная коммунистическая лига/Социалистическая рабочая партия, РКЛ/СРП — марксистская политическая организация в Бельгии. Под именем Революционная коммунистическая лига (РКЛ, фр. Ligue communiste révolutionnaire, LCR) действует во франкоязычной части Бельгии, под именем Социалистическая рабочая партия (СРП, нидерл. Socialistische Arbeiderspartij, SAP) — во фламандской части. РКЛ/СРП является бельгийский секцией Четвертого интернационала. В 1971—1984 годах организация носила название Революционная рабочая лига, в 1984—2005 годах — Социалистическая рабочая партия в обеих частях Бельгии. В октябре 2017 года приняла название Антикапиталистические левые (фр. Gauche anticapitaliste).

## История

### Троцкистское движение в Бельгии до начала 1970-х годов
Конфликт внутри Российской коммунистической партии 1920-х годов отразился также и на компартии Бельгии (КПБ). Сторонники Троцкого вышли из неё и присоединились к Международной левой оппозиции, став её бельгийской секцией. Значительное количество троцкистских активистов, включая ключевого теоретика Абрахама Леона, погибло в нацистских концлагерях в годы Второй мировой войны. Троцкисты действовали в качестве независимой организации до середины 1950-х годов. Тогда они приняли стратегическое решение об энтризме в Социалистическую партию Бельгии (СПБ). Секция действовала под руководством известного марксистского экономиста Эрнеста Манделя.
Сторонники Четвертого интернационала действовали внутри Соцпартии и находящейся под её контролем (но с креном в сторону синдикализма) Всеобщей федерации трудящихся Бельгии (ВФТБ). В 1956 году троцкисты начинают издание еженедельника «La Gauche» (Левый), вокруг которого формируется левое крыло СПБ и ВФТБ. Однако в 1964 году руководство Соцпартии приступает к ликвидации «левых» в своих рядах. Исключенные активисты формируют две организации: Валлонскую рабочую партию (ВРП, фр. Parti wallon des travailleurs, PWT) на юге страны и Союз левых социалистов (СЛС, фр. l’Union de la gauche socialiste, UGS) в Брюсселе. Затем обе организации объединились в Социалистическую рабочую конфедерацию (СРК, фр. Confédération socialiste des travailleurs, CST).

### Революционная рабочая лига: 1971—1984 годы
В мае 1971 года в Льеже на основе СРК была учреждена Революционная рабочая лига, РРЛ (фр. Ligue révolutionnaire des travailleurs, LRT; нидерл. Revolutionnaire arbeidersliga, RAL). С момента своего создания РРЛ являлась бельгийской секцией Четвёртого интернационала.
В 1970-е годы РРЛ стала одной из основных марксистских организаций, действующих в Бельгии. Лига имела собственную молодежную организацию — Социалистическую молодую гвардию (СМГ, фр. Jeune garde socialiste, JGS). Активисты СМГ принимали участие в забастовке шахтеров в Лимбурге. Троцкисты принимали участие в других рабочих акциях того периода. Организация активно работает среди студентов. Лига призывала к объединению студентов и рабочих в широкое единое движение.
Лига принимала участие во всех парламентских выборах в союзе с другими левыми политическими силами, такими как Коммунистическая партия Бельгии и Политическая группа христианских трудящихся. На парламентских выборах 1981 года РРЛ участвовала в объединении «За социализм» (фр. Pour le socialisme).

### Социалистическая рабочая партия: после 1984 года
В феврале 1984 года на седьмом съезде, проходившем в Антверпене, Революционная рабочая лига изменила своё название на Социалистическую рабочую партию, СРП (фр. Parti ouvrier socialiste, POS; нидерл. Socialistische arbeiderspartij, SAP). В 2005 году партия приняла решение о частичном переименовании: теперь для франкоязычной части бельгийцев она позиционируется как Революционная коммунистическая лига.
СРП участвовала в парламентских выборах 1987 и 1991 годов, выставляя собственные списки. На выборах 1987 года партия добилась самого максимального в своей истории избирательного результата, получив более 31 000 голосов на выборах в Палату депутатов и более 32 000 голосов на выборах в Сенат, не завоевав однако ни одного места в этих органах.
Партия принимала участие в муниципальных выборах 2000 года, получив места в нескольких советах, в том числе одно в коммуне Андерлю в Валлонии и два в коммуне Эрцель во Фландрии. По итогам проходивших в 2006 году новых муниципальных выборов РКЛ/СРП сохранила все свои места в муниципальных органах. Вместе с другими радикальными левыми партиями РКЛ/СРП создала коалиции Комитет за другую политику (CAP) и «Другие левые» (в Валлонии). На региональных выборах 2014 года сотрудничала с постмаоистской Партией труда Бельгии и Коммунистической партией Валлонии.
РКЛ/СРП продолжает издание журнала «La Gauche» на французском языке, начатое еще в 1956 году. На голландском издается журнал «Rood» (Красный). Одним из лидеров организации является Эрик Туссен.